# Neoprofi
Als Neoprofi (von neo altgriechisch für neu und Profi, dt. etwa: Berufsanfänger) wird im Sport, insbesondere im Radsport, ein Sportler bezeichnet, der den Status des Amateurs verlassen hat und Berufssportler („Profi“) geworden ist.

## Bedeutung im Radsport
In der Vergangenheit wurde ein Radrennfahrer – gleich ob Straßen- oder Bahnfahrer – als Neoprofi bezeichnet, der eine Profilizenz löste und damit den Amateurstatus aufgab. Mit der Einführung der Einheitslizenz in den 1990er Jahren verlor diese Definition an Bedeutung.
Seitdem gilt üblicherweise ein Straßenradsportler in seinem ersten Vertragsjahr bei einem UCI WorldTeam oder UCI ProTeam als Neoprofi. Teilweise werden auch Fahrer, die zum ersten Mal einen Vertrag mit einem UCI Continental Team abschließen, Neoprofi genannt, obwohl diese Fahrer Berufssportler sein können, aber nicht müssen.
Auch im Regelwerk des Weltradsportverbands UCI und in der zwischen Fahrerverband CPA und Teamverband AIGCP abgeschlossenen Vereinbarung Joint Agreements findet der Begriff Neoprofi Verwendung. Danach ist ein Fahrer Neoprofi, der erstmals vor dem Jahr der Vollendung seines 25. Lebensjahres Mitglied eines UCI WorldTeam oder UCI ProTeams wird. Beginnt sein Vertrag bis zum 30. Juni eines Jahres, so endet dieser Status mit Ablauf des folgenden Kalenderjahres; sonst mit Ablauf des übernächsten Kalenderjahres. Dieser Status führt zu einer Absenkung der sonst vorgeschriebenen Mindestvergütung. Außerdem ist die Größe eines UCI WorldTeams abhängig von der Anzahl der Neoprofis: Die Höchstanzahl von Fahrern je ProTeam beträgt ohne Neoprofis 28, bei einem Neoprofi 29 und bei zwei und mehr Neoprofis 30.